# Lewis MacDougall
Lewis John Moir MacDougall, född 5 juni 2002 i Edinburgh, är en brittisk (skotsk) skådespelare. Han gjorde sin långfilmsdebut i fantasyfilmen Pan år 2015, och har därefter spelat en av huvudrollerna i filmer som Sju minuter efter midnatt från 2016, och Boundaries från 2018.
MacDougall är född och uppvuxen i Skottlands huvudstad Edinburgh. Hans far, William MacDougall, har tidigare arbetat som bankman och är numera pensionär, medan hans mor, Fiona MacDougall, avled av multipel skleros i december 2013, då han var drygt elva år gammal. Några veckor efter att modern hade gått bort, så fick han rollen som Nibs i långfilmsdebuten Pan. Han hade innan dess haft småroller på en lokal dramagrupp hemma i Edinburgh, som specialiserade sig på improviserade framträdanden, istället för på framträdanden som hade skrivits via manus.

## Filmografi (i urval)

### Filmer
| År   | Titel                     | Roll           | Noter |
| ---- | ------------------------- | -------------- | ----- |
| 2015 | Pan                       | Nibs           |       |
| 2016 | Sju minuter efter midnatt | Conor O'Malley |       |
| 2018 | Boundaries                | Henry          |       |

### TV-serier
| År   | Titel              | Roll   | Noter     |
| ---- | ------------------ | ------ | --------- |
| 2020 | His Dark Materials | Tullio | 3 avsnitt |